# Yo-kai Watch 3
Yo-kai Watch 3 est un jeu vidéo de rôle développé et édité par Level-5, sorti sur Nintendo 3DS. Les deux premières versions, Sushi et Tempura, sont sorties le 16 juillet 2016 au Japon, tandis qu'une version améliorée, Sukiyaki, est sortie le 15 décembre 2016. Une version unique est disponible depuis le 7 décembre 2018 en Europe et le 8 février 2019 aux États-Unis.

## Système de jeu
Le joueur incarne Nathan Adams, qui se trouve aux États-Unis, et Ariane Célestin, qui habite au Japon (dans les versions internationales,  les pays changent). Les personnages changent en fonction de l'histoire. Le système de combat est différent, et propose un plateau avec des cases sur lesquelles le joueur doit placer ses Yo-kai, les cases en rouge montrant où les Yo-kai ennemis vont attaquer.  
Il y a plus de 300 nouveaux Yo-kai  dans ce jeu. Les légendaires pourront être obtenus en version Américaine (ex: Slurpent/Mégalopaule)

## Critiques
Ce jeu vidéo a été testé par plusieurs sites de jeux vidéo comme Gameblog, ou Jeuxvideo.com. Au total, le jeu a reçu la note de 80/100 sur Metacritic.